# Pugetův záliv

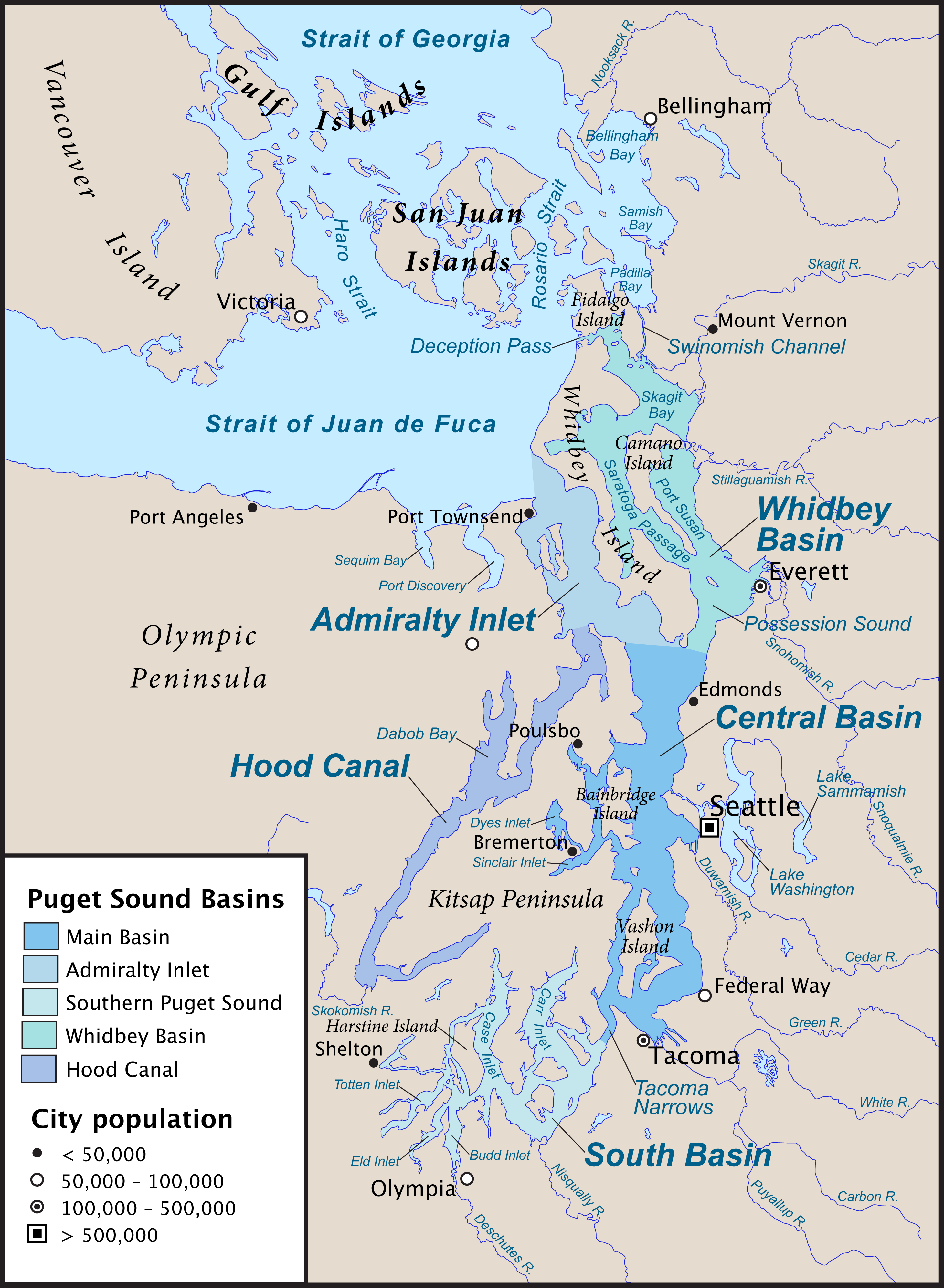
Mapa zálivu s městy

Pugetův záliv (výsl. „pjůdžit“) je záliv v americkém státě Washington. Jedná se o komplex estuárů, který obsahuje propojené průlivy a zátoky s jednou hlavní a jednou vedlejší cestou k úžině Juana de Fucy. Tou hlavní je úžina Admiralty a tou vedlejší je Klamný průliv. V Klamném průlivu proudí pouze asi 2 procenta vody, která proudí mezi zálivem a úžinou. Záliv je 160 km dlouhý mezi Klamným průlivem a Olympií. Průměrná hloubka je 62 metrů a největší hloubka je 280 metrů u Point Jeffersonu mezi městy Indianola a Kingston.
Termín „Pugetův záliv“ se používá také pro region, který leží na březích zálivu.

## Definice
Existují různá vysvětlení, kde se rozkládá a kam až sahá Pugetův záliv.
V roce 1792 dal George Vancouver jméno „Puget Sound“ vodám, nacházejícím se jižně od Tacomské úžiny. Pojmenoval ho po Peteru Pugetovi, členovi Britského královského námořnictva, který ho provázel na jeho pětileté cestě po Severozápadě USA. Později se jméno přeneslo i na vody severně od úžiny.

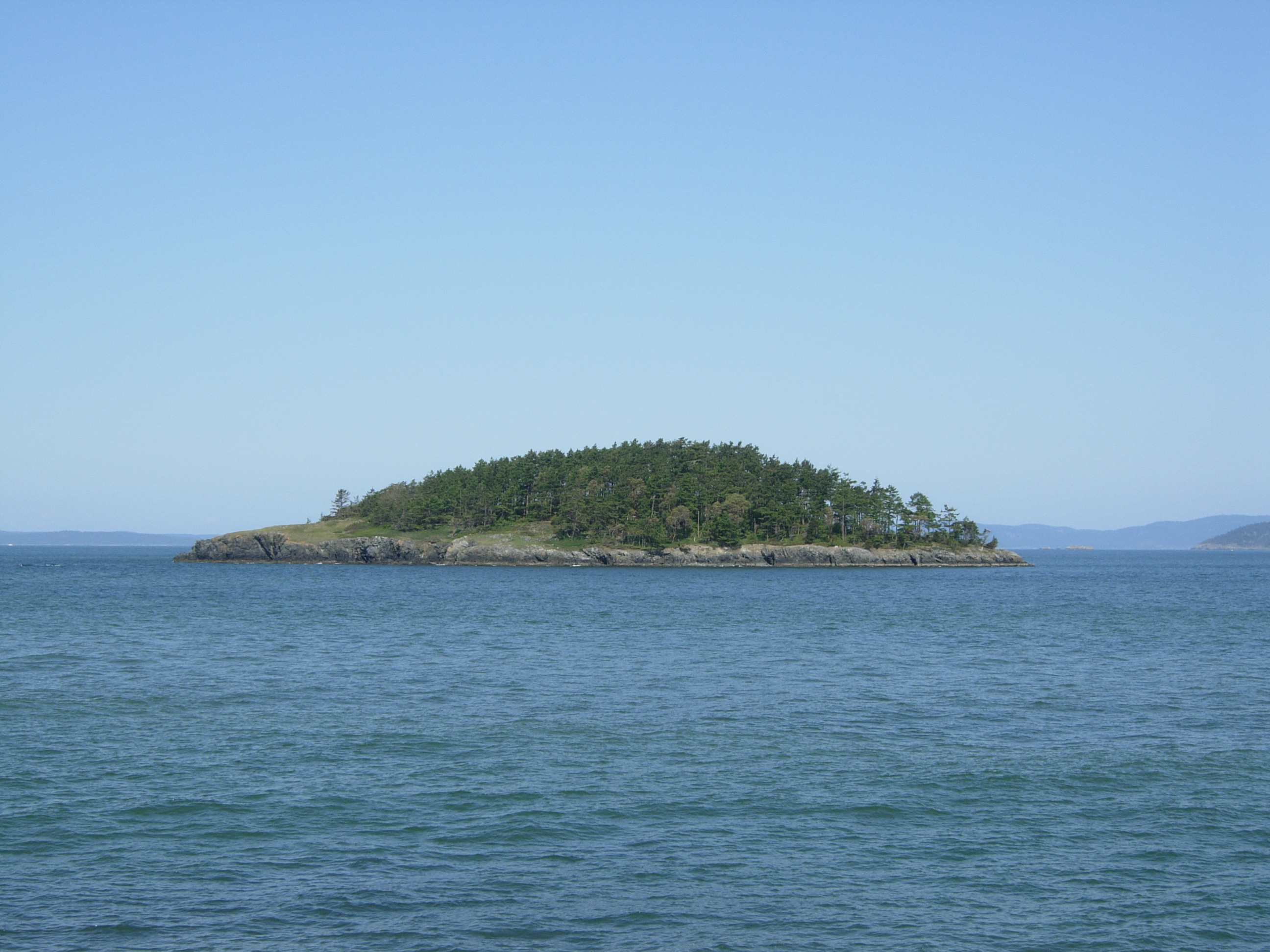
Klamný ostrov, kterým probíhá severní hranice zálivu.

USGS definuje záliv jako všechny vody jižně od tří míst. Jedním je Úžina Admiralty mezi Olympijským poloostrovem a Whidbeyho ostrovem. Dalším je Klamný průliv mezi Whidbeyho ostrovem a Fidalgovým ostrovem. Posledním je jižní konec Swinomišského kanálu, který spojuje Skagitský záliv a Padillův záliv. Podle této definice sem patří tedy také Hoodův kanál, Záliv Possession a Saratožský průliv. Nepatří sem tedy Bellinghamův záliv, Padillův záliv, ani vody kolem ostrovů svatého Jana.
Záliv je jinak definován Národním úřadem pro oceán a atmosféru, který jej rozděluje do pěti částí. První čtyři se nachází v oblasti, kterou jako Pugetův záliv definuje USGS, ta pátá, zvaná „Severní Pugetův záliv“ ale ne. Ta je ohraničena na severu hranicí s Kanadou a na západě vzdušnou čarou mezi hranicí s Kanadou a ústím řeky Sekiu do moře. Podle této definice do zálivu patří tedy i velké části Georgijské úžiny a úžiny Juana de Fucy. Podle Arthura Kruckeberga z University of Washington se termín „Pugetův záliv“ pro vody severně od definice USGS občas používá, raději ale používá termín „Pugetův záliv a přilehlé vody“.
Alternativní termín pro Pugetův záliv mají původní obyvatelé, kteří ho nazývají Whulge, což znamená „slaná voda“. Od roku 2009 také oficiálně platí termín Sališské moře, který je používán pro Pugetův záliv a obě úžiny (Juana de Fucy a Georgijskou) dohromady. Termín „Pugetův záliv a přilehlé vody“ se také často používá pro oblast Bellinghamova zálivu a okolí souostroví svatého Jana.

## Historie
George Vancouver objevil záliv v roce 1792. 4. června téhož roku ho prohlásil britským územím a pojmenoval ho po Peteru Pugetovi z Britského královského námořnictva. Původně ho spravovala britská Společnost Hudsonova zálivu z pevnosti Fort Vancouver. V roce 1846 se po podepsání Oregonské dohody stal záliv částí amerických teritorií.
Prvním osídlením Evropany v oblasti Pugetova zálivu byla pevnost Fort Nisqually, která byla postavena v roce 1833. Jednalo se o zemědělskou usedlost a obchodní středisko společnosti Puget Sound Agricultural Company, která patřila pod Společnost Hudsonova zálivu.
Díky Oregonské stezce se mnoho osadníků rozhodlo osídlit oblast dnešního Washingtonu. V roce 1846 zde vzniklo první americké osídlení, když vzniklo město New Market, nyní známé jako Tumwater. V roce 1888 propojila oblast Pugetova zálivu s východem USA železnice Northern Pacific Railway.

## Hydrologie
USGS definuje záliv jako záliv s mnohými kanály a zátokami. Ve skutečnosti se tedy jedná o fjordový systém zaplavených glaciálních údolí. Tento systém sestává ze čtyř hlubokých kotlin, které jsou propojeny mnohem mělčími vodami. Patří mezi ně Hoodův kanál západně od Kitsapova poloostrova, Whidbeyova kotlina, východně od Whidbeyova ostrova, Jižní záliv, jižně od Tacomské úžiny a Hlavní kotlina, která se dále dělí na Úžinu Admiralty a Centrální kotlinu. Mělké části jsou termální morény a propojují nejen všechny čtyři kotliny, ale také oddělují Pugetův záliv od Úžiny Juana de Fucy.
Pugetův záliv je také obecně brán jako začátek Vnitřní pasáže.

## Geologie
Kontinentální ledovce se opakovaně rozšiřovaly a zase ustupovaly z území Pugetova zálivu. Poslední glaciace, zvaná Fraserova, měla tři pasáže. Při té třetí, která se nazývala Vashonova, se část Kordillerského ledovce rozšířila až na území Pugetova zálivu. Před patnácti tisíci lety pokrývala území okolo Seattlu 910 metrů tlustá vrstva ledovce, zatímco na nynějších hranicích s Kanadou dosahoval ledovec šířky (spíš tloušťky) až 1 800 metrů. Protože každé nové posunutí ledů zahlazuje důkazy těch dřívějších, Vashonova glaciace zanechala na území největší známky. Nejdále se ledovec dostal až na jih od města Olympie, k městu Tenino a pokrýval nížiny mezi Olympijským a Kaskádovým pohořím. Před čtrnácti tisíci lety začal led ustupovat a o tři tisíce let později opustil území státu.
Vashonova glaciace změnila povrch okolí a vytvořila četné drumliny a drumlinová pole. Ledovcovým způsobem vzniklo například Washingtonovo a Sammamishské jezero, Hoodův kanál i hlavní kotlina Pugetova zálivu. Když ledovec ustupoval, v oblasti zálivu bylo uloženo velké množství ledovcového tillu. Půdy, které se vyskytují v regionu jsou méně než deset tisíc let staré, jsou považovány za nezralé.

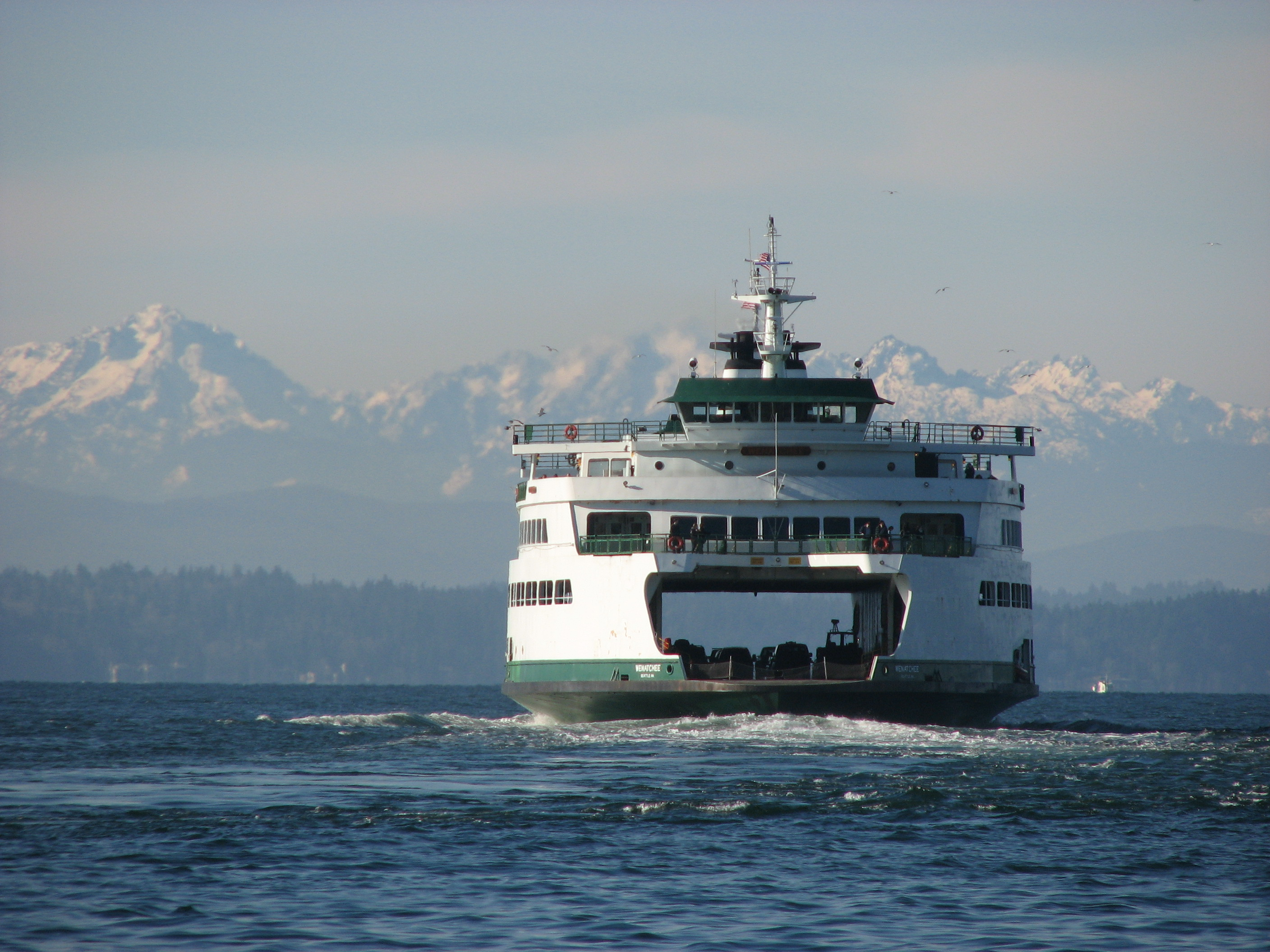
Trajekt MV Wenatchee na cestě mezi Seattlem a Bainbridge Islandem.

## Doprava
Unikátní státní systém trajektové dopravy Washington State Ferries umožňuje autům a lidem pohybovat se po celém regionu, spojuje větší ostrovy v zálivu s pevninou.

## Flora a fauna
Odhaduje se, že kolem milionu exemplářů měkkýše Panopea generosa se skrývá v usazených horninách zálivu. Tyto měkkýši jsou nejpopulárnější v Asii, kde jsou oblíbenou pochutinou. Vypadají jako dlouhé tlusté žížaly. Velkou turistickou atrakcí v zálivu jsou kosatky dravé. Mnoho zdejších mořských živočichů využívá jako zdroj potravy také lososy. Mezi zdejší ploutvonožce patří tuleň obecný, lachtan ušatý a lachtan kalifornský, občasně se zde vyskytují také rypouši severní. Kromě kosatek zdejší vody obývají také plejtvák malý, keporkak a plejtvákovec šedý.

## Důležité ostrovy

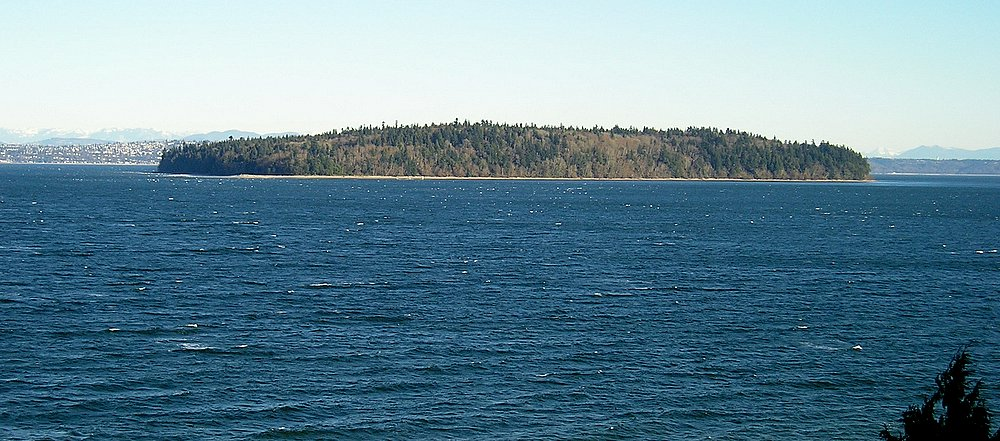
Blakeův ostrov ze západu.

- Andersonův ostrov
- Bainbridgův ostrov
- Blakeův ostrov
- Caamañův ostrov
- Fidalgův ostrov
- Foxův ostrov
- Hartstenův ostrov
- Herronův ostrov
- Indiánský ostrov
- Marrowstone
- Mauryho ostrov
- McNeillův ostrov
- Squaxinský ostrov
- Vashonův ostrov
- Whidbeyho ostrov